# Politisches Symbol
Politisches Symbol, Sammelbegriff für Zeichen des politischen Machtanspruchs von Parteien auf Territorien oder Bereiche des öffentlichen Lebens. Dieser Machtanspruch wird zunächst durch die politischen Symbole der Parteien und ihrer Parteigänger ausgedrückt. Durch das Erlangen der politischen Macht können die Symbole zu Hoheitszeichen werden.

## Rechtliche Bewertung politischer Symbole

### Deutschland
Das Verwenden von Kennzeichen verfassungswidriger und terroristischer Organisationen sowie das Verbreiten von Propagandamitteln verfassungswidriger Organisationen unterliegen in Deutschland dem Strafrecht. Tatobjekte, die solchen Symbolverboten unterliegen, können etwa Kennzeichen verbotener Parteien, verbotener Vereinigungen und ehemaliger nationalsozialistischer Organisationen sein. Auch das im Nationalsozialismus vorherrschende Symbol des Hakenkreuzes fällt darunter. Am 30. August 1945 verbot der Alliierte Kontrollrat allen Deutschen, „irgendwelche militärische Rangabzeichen, Orden oder andere Abzeichen zu tragen“. Das Verbot umfasste erstmals auch NS-Hakenkreuze. Es blieb bis 1955 in der Bundesrepublik Deutschland und der DDR in Kraft. In Deutschland wird heute das öffentliche Zeigen rechtsextremistischer Symbole nach § 86 und § 86a StGB bestraft.

### Verbote in anderen europäischen Ländern
Politische Symbole des Kommunismus sind in einigen, insbesondere osteuropäischen Ländern verboten. Die Benutzung des Symbols Hammer und Sichel, ebenso wie die des Roten Sterns und anderer kommunistischer Symbole sind in Lettland, Litauen (seit 2008), Indonesien (seit 1966) und der Ukraine (seit 2015), sowie Ungarn (seit 1993) und Moldau (seit 2012) verboten. Ein derartiges Verbot bestand seit 2009 in Polen. Mit dem Urteil des Verfassungstribunals vom 19. Juli 2011 wurde es jedoch für verfassungswidrig erklärt und als vom Anfang an nichtig betrachtet.